# Episodi de Gli uomini della prateria (quinta stagione)
La quinta stagione della serie televisiva Gli uomini della prateria è andata in onda negli Stati Uniti dal 28 settembre 1962 al 24 maggio 1963 sulla CBS.
| nº | Titolo originale                     | Prima TV USA      | Titolo italiano | Prima TV Italia |
| -- | ------------------------------------ | ----------------- | --------------- | --------------- |
| 1  | Incident of the Hunter               | 28 settembre 1962 |                 |                 |
| 2  | Incident of the Portrait             | 5 ottobre 1962    |                 |                 |
| 3  | Incident at Cactus Wells             | 12 ottobre 1962   |                 |                 |
| 4  | Incident of the Prodigal Son         | 19 ottobre 1962   |                 |                 |
| 5  | Incident of the Four Horsemen        | 26 ottobre 1962   |                 |                 |
| 6  | Incident of the Lost Woman           | 2 novembre 1962   |                 |                 |
| 7  | Incident of the Dogfaces             | 9 novembre 1962   |                 |                 |
| 8  | Incident of the Wolvers              | 16 novembre 1962  |                 |                 |
| 9  | Incident at Sugar Creek              | 23 novembre 1962  |                 |                 |
| 10 | Incident of the Reluctant Bridegroom | 30 novembre 1962  |                 |                 |
| 11 | Incident of the Querencias           | 7 dicembre 1962   |                 |                 |
| 12 | Incident at Quivira                  | 14 dicembre 1962  |                 |                 |
| 13 | Incident of Decision                 | 28 dicembre 1962  |                 |                 |
| 14 | Incident of the Buryin' Man          | 4 gennaio 1963    |                 |                 |
| 15 | Incident at the Trail's End          | 11 gennaio 1963   |                 |                 |
| 16 | Incident at Spider Rock              | 18 gennaio 1963   |                 |                 |
| 17 | Incident of the Mountain Man         | 25 gennaio 1963   |                 |                 |
| 18 | Incident at Crooked Hat              | 1º febbraio 1963  |                 |                 |
| 19 | Incident of Judgement Day            | 8 febbraio 1963   |                 |                 |
| 20 | Incident of the Gallows Tree         | 22 febbraio 1963  |                 |                 |
| 21 | Incident of the Married Widow        | 1º marzo 1963     |                 |                 |
| 22 | Incident of the Pale Rider           | 15 marzo 1963     |                 |                 |
| 23 | Incident of the Comanchero           | 22 marzo 1963     |                 |                 |
| 24 | Incident of the Clown                | 29 marzo 1963     |                 |                 |
| 25 | Incident of the Black Ace            | 12 aprile 1963    |                 |                 |
| 26 | Incident of the Hostages             | 19 aprile 1963    |                 |                 |
| 27 | Incident of White Eyes               | 3 maggio 1963     |                 |                 |
| 28 | Incident at Rio Doloroso             | 10 maggio 1963    |                 |                 |
| 29 | Incident at Alkali Sink              | 24 maggio 1963    |                 |                 |

## Incident of the Hunter
- Prima televisiva: 28 settembre 1962
- Diretto da: Thomas Carr
- Soggetto di: D. D. Beauchamp

### Trama
- Guest star: Mark Stevens (John Shepard), Hal Baylor (Jenkins), Gregory Walcott (Girard), William R. Thompkins (Toothless)

## Incident of the Portrait
- Prima televisiva: 5 ottobre 1962
- Diretto da: Ted Post
- Scritto da: William Blinn, Michael Gleason

### Trama
- Guest star: Ted de Corsia (sceriffo Kieler), Nina Shipman (Marion Curtis), Emile Meyer (Raymond Curtis), John Ireland (Frank Trask)

## Incident at Cactus Wells
- Prima televisiva: 12 ottobre 1962
- Diretto da: Christian Nyby
- Scritto da: Albert Aley

### Trama
- Guest star: Ron Hagerthy (Danny Clayton), Don Haggerty (sceriffo Brinkley), Henry Wills (Kilroy), Keenan Wynn (Simon Royce)

## Incident of the Prodigal Son
- Prima televisiva: 19 ottobre 1962
- Diretto da: Christian Nyby
- Scritto da: Richard Fielder

### Trama
- Guest star: Gene Evans (Sam Hargis), Carl Reindel (Ben Whitney), Frank Wilcox (Mr. Whitney)

## Incident of the Four Horsemen
- Prima televisiva: 26 ottobre 1962
- Diretto da: Thomas Carr
- Scritto da: Charles Larson

### Trama
- Guest star: Jena Engstrom (Amy), Norman Leavitt (fannullone), Roberto Contreras (Hombre), James Griffith (White), Claude Akins (Gus Marsdon), John Dehner (Ben Kerran), Edward Faulkner (Clay Gault), Robert J. Wilke (Tom Gault), Ron Hayes (Frank Louden), I. Stanford Jolley (giudice di pace)

## Incident of the Lost Woman
- Prima televisiva: 2 novembre 1962
- Diretto da: Thomas Carr
- Scritto da: Ward Hawkins

### Trama
- Guest star: R.G. Armstrong (Gantry Hobson), Fay Spain (Lissa Hobson), Hampton Fancher (Billy Hobson), Harry Dean Stanton (Jess Hobson), Roy Engel (Whit Stokes)

## Incident of the Dogfaces
- Prima televisiva: 9 novembre 1962
- Diretto da: Don McDougall
- Scritto da: Gene L. Coon

### Trama
- Guest star: James Beck (Marker), William Wellman, Jr. (Harry Dobkins), Kathleen O'Malley (Mrs. Beard), Robert J. Stevenson (Beard), James Whitmore (sergente Joe Duclos), Ford Rainey (Broken Bow), John Doucette (soldato Vasily Kandinsky), Steve Brodie (caporale Dan Healy), Allan Getkey (figlio di Beard)

## Incident of the Wolvers
- Prima televisiva: 16 novembre 1962
- Diretto da: Thomas Carr
- Scritto da: William L. Stuart

### Trama
- Guest star: Jack Grinnage (Matt Cannon), Paul Carr (Luther Cannon), Patricia McCormack (Julie Cannon), Dan Duryea (Cannon)

## Incident at Sugar Creek
- Prima televisiva: 23 novembre 1962
- Diretto da: Christian Nyby
- Scritto da: Fred Freiberger

### Trama
- Guest star: James Westerfield (Mort Henry), Arthur Franz (sceriffo Art Harris), Charles Herbert (Jody), John Litel (James Whitcomb), Everett Sloane (dottor Walter Harper), John Larch (Sam Garrett), Beverly Garland (Marcie), Jack Kosslyn (Will)

## Incident of the Reluctant Bridegroom
- Prima televisiva: 30 novembre 1962
- Diretto da: Don McDougall
- Scritto da: Winston Miller

### Trama
- Guest star: Jack Kosslyn (Bert), Harry Lauter (Hank), Curt Barrett (giocatore di poker), Rodney Bell (barbiere), Ruta Lee (Sheila Delancey), Ed Nelson (Sam Weber), Arch Johnson (John Landy), Eddie Foster (cameriere), Jack Boyle (giocatore di poker)

## Incident of the Querencias
- Prima televisiva: 7 dicembre 1962
- Diretto da: Thomas Carr
- Scritto da: Joseph Petracca

### Trama
- Guest star: Hal Baylor (Jenkins), Edward Andrews (Lije Crowning), Herbert Patterson (mandriano)

## Incident at Quivira
- Prima televisiva: 14 dicembre 1962
- Diretto da: Christian Nyby
- Scritto da: Raphael Hayes

### Trama
- Guest star: Donald Losby (figlio del sergente Parker), Royal Dano (Monty Fox), John Dierkes (soldato), William Henry (caporale), Claude Akins (sergente Parker), Robert A. Kline (trombettiere)

## Incident of Decision
- Prima televisiva: 28 dicembre 1962
- Diretto da: Don McDougall
- Scritto da: John Dunkel

### Trama
- Guest star: John Michael Quijada (bandito), Jaye Durkus (bandito), Doug Lambert (Johnny Calvin), Carlos Romero (Antonio Chavez), Sheila Bromley (Elva Calvin), Hugh Sanders (Mr. Calvin), Mike De Anda (Pedro)

## Incident of the Buryin' Man
- Prima televisiva: 4 gennaio 1963
- Diretto da: Thomas Carr
- Scritto da: Jack Turley

### Trama
- Guest star: King Donovan (Poke Tolliver), Constance Ford (Georgia), Richard Devon (Cole Striker), William R. Thompkins (Toothless)

## Incident at the Trail's End
- Prima televisiva: 11 gennaio 1963
- Diretto da: Don McDougall
- Scritto da: Ed Adamson

### Trama
- Guest star: Dwayne Spratt (Linda Lou), Harold Stone (Harry Maxton), Glenn Strange (barista), King Calder (dottore), George Brenlin (Frank Slade)

## Incident at Spider Rock
- Prima televisiva: 18 gennaio 1963
- Diretto da: Thomas Carr
- Scritto da: Al C. Ward

### Trama
- Guest star: Lon Chaney, Jr. (Rock), Susan Oliver (Judy Hall), Mary Beth Hughes (Lola), James Best (Willy Cain), William Phipps (Joe Leeds)

## Incident of the Mountain Man
- Prima televisiva: 25 gennaio 1963
- Diretto da: Don McDougall
- Scritto da: Richard Fielder

### Trama
- Guest star: Robert J. Wilke (Lafe Thomas), Robert Middleton (Josh Green), Hal John Norman (Buffalo Horn), Roy Barcroft (Sanders), Pat Crowley (Sarah Green)

## Incident at Crooked Hat
- Prima televisiva: 1º febbraio 1963
- Diretto da: Don McDougall
- Scritto da: Joseph Petracca

### Trama
- Guest star: Parley Baer (Dinny), Harlan Warde (Sims), Robert J. Stevenson (Asa Carter), Walter Sande (Doc Crowley), James Gregory (Owen Spencer/Jack Jennings), Jeanne Cooper (Kate Merrill), Arch Johnson (Big Sam Talbot), Jan Merlin (Little Sam Talbot)

## Incident of Judgement Day
- Prima televisiva: 8 febbraio 1963
- Diretto da: Thomas Carr
- Scritto da: Richard Landau, Paul King

### Trama
- Guest star: Gail Kobe (Agnes Quintle), John Dehner (capitano Francis Cabot), Richard Carlyle (Sam Jordan), Howard Dayton (Cal Mason), Claude Rains (Alexander Langford), John Kellogg (Leslie Bellamy)

## Incident of the Gallows Tree
- Prima televisiva: 22 febbraio 1963
- Diretto da: Christian Nyby
- Scritto da: Albert Aley

### Trama
- Guest star: William Henry (Corey), Holly Bane (Pete), Judson Pratt (sceriffo Ben Devlin), Edward Failkner (Cryder), Gregory Walcott (Roy Kane), Beverly Garland (Della Locke)

## Incident of the Married Widow
- Prima televisiva: 1º marzo 1963
- Diretto da: Thomas Carr
- Scritto da: Paul King

### Trama
- Guest star: Sheila Bromley (Thelma), Dabbs Greer (Jebidiah Hadelbert), Robert Williams (Mr. Swinn), Don Haggerty (Ace), Patricia Barry (Abigail Fletcher), Roy Engel (Mr. Amy)

## Incident of the Pale Rider
- Prima televisiva: 15 marzo 1963
- Diretto da: Christian Nyby
- Scritto da: Dean Riesner

### Trama
- Guest star: Jackie Searl (impiegato dell'hotel), Russell Thorson (sceriffo), Chubby Johnson (Mayhew), I. Stanford Jolley (dottore), Albert Salmi (John Day/ Rivers), Fredd Wayne (Calhoun)

## Incident of the Comanchero
- Prima televisiva: 22 marzo 1963
- Diretto da: Thomas Carr
- Scritto da: Al C. Ward

### Trama
- Guest star: Nina Shipman (Sorella Teresa), Virginia Gregg (Sorella Margaret), Than Wyenn (Malvado), Christopher Dark (Sam Barnes), Robert Loggia (Maria Jose Chappela), Joseph V. Perry (Carlos)

## Incident of the Clown
- Prima televisiva: 29 marzo 1963
- Diretto da: Don McDougall
- Scritto da: Charles Larson

### Trama
- Guest star: Harry Lauter (capitano Ross), Ted de Corsia (Lame Bear), Richard Hale (uomo di medicina), Eddie Bracken (Morris G. Stevens), Joey Russo (Gray Pony)

## Incident of the Black Ace
- Prima televisiva: 12 aprile 1963
- Diretto da: Thomas Carr
- Scritto da: Dean Riesner

### Trama
- Guest star: Walter Slezak (Lazlo Tzgorni), Robert Strauss (Sam Lewellyn), Karen Sharpe Kramer (Zia), Chris Alcaide (O'Toole)

## Incident of the Hostages
- Prima televisiva: 19 aprile 1963
- Diretto da: Don McDougall
- Scritto da: Charles Larson

### Trama
- Guest star: Leslie Wales (Yellow Sky), Rodolfo Acosta (capo Arapaho), Tony Haid (Running Dog), William R. Thompkins (Toothless), Michael Davis, Morgan Brittany (Winter Night), Naomi Stevens (Metaca), Joseph V. Perry (Ulana)

## Incident of White Eyes
- Prima televisiva: 3 maggio 1963
- Diretto da: Christian Nyby
- Scritto da: Shimon Wincelberg, Edward J. Lakso

### Trama
- Guest star: William Schallert (tenente Carter), John Vivyan (Beaumont Butler), Guy Teague (nativo americano), William Henry (conducente della diligenza), Nehemiah Persoff (Domingo), Diana Millay (Rachael Shay), Nita Talbot (Delilah Butler)

## Incident at Rio Doloroso
- Prima televisiva: 10 maggio 1963
- Diretto da: Thomas Carr
- Scritto da: Paul King

### Trama
- Guest star: Ernest Sarracino (Vasquez), Madlyn Rhue (Inez Maldenado), William R. Thompkins (Toothless), Carlos Romero (Hernan Maldenado), Cesar Romero (Don Francisco Maldenado), Michael Ansara (Alfredo Maldenado), Martin Garralaga (Jose)

## Incident at Alkali Sink
- Prima televisiva: 24 maggio 1963
- Diretto da: Don McDougall
- Scritto da: Thomas Thompson

### Trama
- Guest star: Roy Barcroft (Cliff Stanton), Ruta Lee (Lorraine Stanton), I. Stanford Jolley (predicatore), Russell Johnson (Burt Harvey), Judson Pratt (Reb)